# Kirkor Kirkorov
Kirkor Kirkorov –en búlgaro, Киркор Киркоров– (Varna, 4 de marzo de 1968) es un deportista búlgaro que compitió en boxeo.
Ganó dos medallas en el Campeonato Mundial de Boxeo Aficionado, oro en 1991 y plata en 1989, y una medalla de oro en el Campeonato Europeo de Boxeo Aficionado de 1989.
En febrero de 1993 disputó su primera pelea como profesional. En su carrera profesional tuvo en total 59 combates, con un registro de 29 victorias y 27 derrotas.

## Palmarés internacional
| Campeonato Mundial | Campeonato Mundial | Campeonato Mundial | Campeonato Mundial |
| Año                | Lugar              | Medalla            | Categoría          |
| ------------------ | ------------------ | ------------------ | ------------------ |
| 1989               | Moscú (URSS)       | Medalla de plata   | 57 kg              |
| 1991               | Sídney (Australia) | Medalla de oro     | 57 kg              |
| Campeonato Europeo |                    |                    |                    |
| Año                | Lugar              | Medalla            | Categoría          |
| 1989               | El Pireo (Grecia)  | Medalla de oro     | 57 kg              |